# Памбияр
Памбияр (малаял. പമ്പാനദി) — река в штате Керала.
Длина реки — 176 км, это третья по протяжённости река штата. Площадь бассейна — 2235 км², среднегодовой расход воды близ устья — 109 м³/с, может заметно колебаться в зависимости от сезона.
Истоки реки находятся на плато Пеерумеду в Западных Гхатах. Далее река протекает преимущественно в северо-западно-западном направлении, впадая в южную часть озера Вембанад.
Река имеет ритуальное значение среди индуистов. Считается, что купание в реке также смывает грехи, как и омовение в водах Ганга. На берегах реки в Сабаримала построен храм Айяппы, который посещают около 50 млн. паломников в год.
Также река известна традиционными лодочными гонками.